# Hollie Stephenson
Hollie Stephenson (ur. 7 lutego 1998 w Londynie) – brytyjska piosenkarka popowo-soulowa, kompozytorka i autorka tekstów; podopieczna Dave'a Stewarta, który wyprodukował jej debiutancki album wydany w 2016 roku.

## Dyskografia

### Albumy
- 2016: Hollie Stephenson [Membran/ D.S.E./ Fonografika]

### Single
- 2016: "Pointless Rebellion"
- 2015: "Lover's Game"
- 2014: "Broken Heartstrings"